# Monte Whitney
Il Monte Whitney (Paiute: Tumanguya) è la montagna più alta della California e degli Stati Uniti d'America contigui (ovvero escludendo l'Alaska e le Hawaii), essendo situata a 4.421 metri sul livello del mare.

## Geografia
Situato al confine fra le contee californiane di Inyo e Tulare, il suo versante meridionale fa parte del territorio del Parco nazionale di Sequoia. Porta il nome del geologo californiano del XIX secolo Josiah Whitney. È stato scalato per la prima volta nel 1873 da Charles Begole, A. H. Johnson e John Lucas.
Curiosamente si trova a soli 120 km circa in linea d'aria dal punto più basso degli Stati Uniti continentali, la Valle della Morte (86 metri sotto il livello del mare).

## Curiosità
Ai piedi del Monte Whitney il regista statunitense Raoul Walsh girò nel 1941 il film Una pallottola per Roy, che consacrò il primo successo dell'attore Humphrey Bogart, come è ricordato nel romanzo best-seller Wild - Una storia selvaggia di avventura e rinascita, del 2012, della scrittrice statunitense Cheryl Strayed che, a sua volta, racconta il suo tragitto lungo il Pacific Crest Trail, in cui la presenza del Monte Whitney e della Sierra Nevada (Stati Uniti d'America) rappresentano parte integrante del percorso.